# Colletes fasciatus
Colletes fasciatus är en biart som beskrevs av Smith 1853. Colletes fasciatus ingår i släktet sidenbin, och familjen korttungebin. Inga underarter finns listade i Catalogue of Life.